# Ősi
Ősi è un comune dell'Ungheria di 2.189 abitanti (dati 2001). È situato nella contea di Veszprém.